# Microcalcarifera squamulata
Microcalcarifera squamulata là một loài bướm đêm trong họ Geometridae.